# Hrabstwo Houston (Tennessee)
Hrabstwo Houston (ang. Houston County) – hrabstwo w stanie Tennessee w Stanach Zjednoczonych. Obszar całkowity hrabstwa obejmuje powierzchnię 206,92 mil² (535,92 km²). Według szacunków United States Census Bureau w roku 2009 miało 8154 mieszkańców.
Hrabstwo powstało w 1871 roku. 
Hrabstwo należy do nielicznych hrabstw w Stanach Zjednoczonych należących do tzw. dry county, czyli hrabstw gdzie decyzją lokalnych władz obowiązuje całkowita prohibicja.

## Miasta
- Erin
- Tennessee Ridge[6]

| Populacja hrabstwa w poprzednich latach | Populacja hrabstwa w poprzednich latach |
| Rok                                     | Liczba ludności                         |
| --------------------------------------- | --------------------------------------- |
| 1980                                    | 5879                                    |
| 1990                                    | 7018                                    |
| 2000                                    | 8088                                    |
| 2005                                    | 7988                                    |